# Phalops cyanescens
Phalops cyanescens är en skalbaggsart som beskrevs av D'orbigny 1897. Phalops cyanescens ingår i släktet Phalops och familjen bladhorningar. Inga underarter finns listade i Catalogue of Life.